# Leopold Eugeniusz Starzeński
Leopold Eugeniusz Starzeński herbu Lis (ur. 13 grudnia 1835 w Tarnopolu, zm. 26 sierpnia 1904 w Podkamieniu) – hrabia, pisarz dramatyczny, publicysta i myśliwy, właściciel dóbr Romanówka, Tudorów i Jajkowiec w powiecie żydaczowskim.
Był synem Józefa i Julii z Gromnickich h. Prawdzic, oraz wnukiem Leopolda Ludwika Starzeńskiego i Jana Tadeusza Gromnickiego. Mąż Leontyny z Baworowskich h. Prus, ojciec Henryka i Leonarda.

## Utwory
- Czarodziejka (komediodramat)[1]
- Syn Bohdana (1868, dramat)[2]
- Starosta wieluński (dramat)
- Legat hetmana (1869, dramat)
- Powrót konfederata (1869, komedia)
- Czaple pióro (1877, dramat)[3]
- Ostatnie polskie łowy (1878, poemat)
- Gwiazda Syberii (dramat[4], wyd. kol. 1881[5])
- Sen trefnisia (1883, komediodramat)
- Wspomnienia z wyprawy myśliwskiej do Syryi roku 1881 (1885)[6]
- Żart królewicza (1885, komediodramat)[7]
- Pisma (1885, pisma zbiorowe)
- U wyłomu
- Banita
- Stracona wideta (1889)[8][9]
- Z Gawęd Starego Myśliwca (1900)[10]